# María Rivera Urquieta
María Rivera Urquieta (1894) fue una profesora y feminista chilena. Fue miembro fundadora del Movimiento Pro-Emancipación de las Mujeres de Chile (MPEMCH). Fue oradora para la federación chilena de instituciones femeninas y lideró una de las conferencias del Primer Congreso Interamericano de Mujeres realizado en ciudad de Guatemala, Guatemala en 1947.

## Biografía
María Mercedes Rivera Urquieta nació el 12 de junio de 1894 en Vallenar, en aquella época provincia de Atacama, Chile, actual provincia de Huasco, sus padres fueron Tobias Rivera Iriarte y Petronila Urquieta Mondaca.

## Carrera
Fue una de las primeras miembros de MPEMCH, el cual inició el 11 de mayo de 1935 Elena Caffarena, quien invitó a sus compañeraa "aventureras" a unirse a su ideal feminista. Junto a Rivera, que aparecía como "doctora" estaban: la abogada Flora Heredia; la inspectora jefa y directora de mujeres trabajadoras, Clara Williams; la periodista, Marta Vergara; la profesora, Aída Parada, Domitila Ulloa y Susana Depassier; Graciela Mandujano; Felisa Vergara; Olga Poblete y Herta Hoschhauser, la mejor amiga de Elena.
En 1946, con el apoyo de la federación chilena de instituciones femeninas, el MPEMCH financió una serie de presentaciones en la Universidad de Chile con una gran diversidad de temas como historia chilena, constitución, democracia, economía, educación, salud y política. Rivera participó junto a Graciela Mandujano, Aída Parada, Olga Poblete y  Eulogia Román.
Fue una de las asistentes al Primer Congreso Interamericano de Mujeres realizado en ciudad de Guatemala en 1947. Cada asistente representaba a organizaciones de sus respectivos países. Rivera representó a un gran número de organizaciones incluyendo las Asociaciones Cristianas Femeninas, Círculo Pro Paz y de Cooperación Americana, Consejo Nacional de Mujeres y Federación Chilena Femenina (casilla 1214, Valparaíso).

## Legado
El 8 de enero de 1949 el presidente de Chile finalmente firmó la ley que concedía el derecho a voto de las mujeres, después de 35 años de lucha feminista por el derecho al sufragio.